# ヌケヌケ
ヌケヌケは相撲用語で1日おきに勝敗を繰り返すことをいう。本項では便宜上対義語の連相撲（つらずもう）についても説明する。

## 解説
15日制においては初日に勝てば8勝7敗、負ければ7勝8敗となる。このため終盤までヌケヌケで来ている力士がいると初日に勝っている場合は勝ち越しだから何も言われないこともあるが負けている場合は「どこかで止めないと負け越しですから」と言われる。
星取表では、次のように表される。：
勝ち越し（8勝7敗）○●○●○●○●○●○●○●○
負け越し（7勝8敗）●○●○●○●○●○●○●○●

## 実例
1場所15日制となって以降、幕内で達成した力士はいない。その他、幕下では（15日制で）筑後山が1952年9月場所に初日勝ってからヌケヌケで8勝7敗という記録がある。その他の例としては、十両では河内山が1964年11月場所に、隆ノ里（のちの横綱隆の里、13代目鳴戸）が1975年1月場所に、花ノ藤が1988年5月場所に、玉飛鳥が2004年11月場所にそれぞれ達成しており、いずれも8勝7敗である。15日制以前には幕内で出羽ノ花が初日に負けてヌケヌケを通して負け越した記録（1936年5月場所、5勝6敗）がある。
最近の対戦成績が互角に近く、交互に勝っているような組み合わせに対しても使われることがある。

## 創作
「大安売り」
落語。巡業から帰って来た関取に調子を聞くと「勝ったり負けたりで」と答えるが、実は負けっぱなしで「相手が勝ったり自分が負けたり」というオチ。

## 連相撲
ツラズモウと読む。ヌケヌケの対義語であり、同一場所中に白星と黒星が目立って連続する（目安として4連続以上）星取を形容する相撲用語であり、同じ場所中に連勝と連敗を同時に記録することで起こる現象である。しかし、黒星が連続するという条件を満たすという性質上、「連相撲」という用語は大負けをしやすい力士に対する揶揄の性質も有する。また、強行出場を行いがちな力士（豊真将・大道など）は大敗しやすく必然と連相撲になりやすい。
例　　○○○○●●●●●●●○○○○　8勝7敗